# 東北電力名取スポーツパーク愛島フットボール場

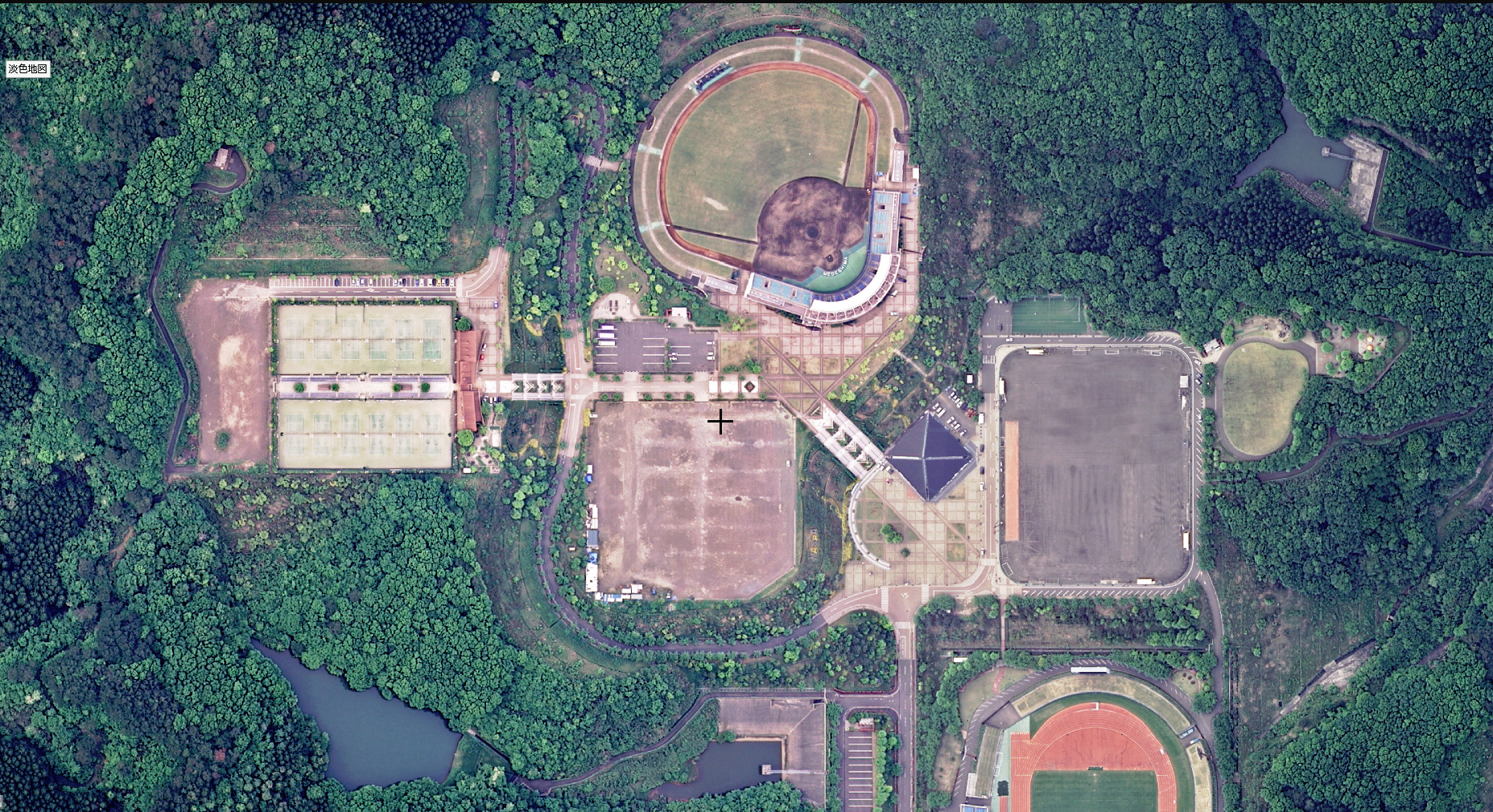
2008年の衛星図

東北電力名取スポーツパーク愛島フットボール場（とうほくでんりょく・なとり－・めでしま－じょう）は、かつて宮城県名取市愛島の東北電力名取スポーツパーク内にあった球技場。主にサッカー・ラグビーで使用された。施設は東北電力が所有し、子会社の名取スポーツパーク企画が運営管理を行っていた。

## 概要
東北電力の福利厚生施設として建設された。全国高校サッカー選手権の宮城県予選などに、隣接する愛島競技場と共に使用されていた。

## 施設概要
- 収容人数：500人（全席芝生席）
- 照明：最大照度500Lx

スタンドは芝生席の割には角度と高さがあり、非常に視界は良いのだが、反面、座るにも立つにも、体勢に無理が生じてしまう。そのため多くの観客は、好んでスタンド最後部の地面に対して水平になっているエリアに陣取る。
震災後一時閉鎖されるも、フットボール場はテニス場、陸上競技場サブグラウンドともども安全が確認されたとしてしばらくは利用されていたが、2012年6月に全面復旧のめどが立たないとして、施設全体の閉鎖が決定した。

## 交通
- JR東北本線・名取駅西口より車で約10分
- 東北自動車道白石ICより40分